# Jorge Temponi
Jorge Temponi (Montevideo, 22 de marzo de 1976) es un actor, humorista, periodista, presentador y relator uruguayo.

## Carrera
Estudió ciencias de la comunicación en la Universidad Católica del Uruguay desde 1995. Fue en la universidad donde comenzó a actuar en cortometrajes sin tener formación actoral previa. Tiempo después asistió a la Escuela Multidisciplinaria de Arte Dramático (EMAD).
En la década de 1990 participó de programas de radio como Noches de radio por Radio Litoral, La rueda de Záccara por Sport 890 y En construcción por El Espectador, además de participar de las coberturas de elecciones nacionales. Desde 2002 y 2010 fue conductor, productor, director y guionista del programa Mateína por la radio 1410 AM. Más tarde formó parte de CX 30 Radio Nacional. 
En 2001 incursionó en el cine cuando protagonizó la película 25 Watts. Por su actuación en dicha película, ganó el premio al mejor actor junto a Daniel Hendler y Alfonso Tort en el Buenos Aires Festival Internacional de Cine Independiente de 2001. Formó parte del elenco de reparto de filmes como Whisky (2004), Ruido, Persona non grata, Whisky Romeo Zulu, Orlando Vargas (2005) y Mal día para pescar (2009). Interpretó al guardavidas Silva en Paisito, coproducción uruguayo-argentino-española dirigida por Ana Diez.
Fue galardonado con el Premio Legión del Libro otorgado por la Cámara Uruguaya del Libro.
En televisión participó de los unitarios 8 por 8, Uruguayos campeones y Conflictos en red, emitidos por Monte Carlo TV, en los programas Planta baja, Montevideo Tevé y Camaleones, en Teledoce, TV Ciudad y Canal 10 respectivamente.
En 2011 protagonizó El ingeniero junto a Jorge Denevi, Julio Calcagno, Berto Fontana y Pepe Vázquez. Al año siguiente protagonizó la película uruguayo-española Cruz del Sur junto a David Sanz, Leonor Svarcas y Zaida Fornieles, dirigida por Sanz y Tony López. Luego fue actor de reparto en La demora y 3, y protagonizó Rincón de Darwin, la cual compitió en la decimoséptima edición del Festival de Cine de Málaga.
Desde 2016 se desempeña como conductor en el canal TV Ciudad, donde participó de la revista nocturna Después vemos desde 2016 a 2019, el informativo Informe capital en 2020, Mirá Montevideo en 2021 y 2022, y actualmenteel periodístico La letra chica junto a Maite Sarasola, en su tercera temporada.
Fue relator para Vera+ de las ediciones de 2019 de la Copa Libertadores Femenina, el Copa Mundial de Fútbol Sub-17 y la Copa Sudamericana. Desde 2020 participa en el programa de radio 13a0 de Del Sol FM con relatos de partidos de fútbol uruguayo.
En el 2021 interpretó a Fanzzini en la película La teoría de los vidrios rotos, dirigida por Diego Fernández, premiada en el Festival de Cine de Gramado. Participó en la serie argentino-uruguaya de Amazon Prime Video Iosi, el espía arrepentido, interpretando a Oscar.

## Filmografía

### Cine
| Año  | Título                         | Personaje            | Dirección                        | Notas             |
| ---- | ------------------------------ | -------------------- | -------------------------------- | ----------------- |
| 2001 | 25 Watts                       | Javi                 | Juan Pablo Rebella y Pablo Stoll | Protagonista      |
| 2004 | Whisky                         | Empleado             | Juan Pablo Rebella y Pablo Stoll | Elenco secundario |
| 2005 | Ruido                          | Cliente              | Marcelo Bertalmío                | Elenco secundario |
| 2005 | Persona non grata              | Veterinario          | Krzysztof Zanussi                | Elenco secundario |
| 2005 | Whisky Romeo Zulu              | Asistente de pista   | Enrique Piñeiro                  | Elenco secundario |
| 2005 | Orlando Vargas                 | Portero              | Juan Pitaluga                    | Elenco secundario |
| 2008 | Paisito                        | Guardaespaldas Silva | Ana Diez                         | Elenco principal  |
| 2009 | Mal día para pescar            | Fotógrafo            | Álvaro Brechner                  | Elenco secundario |
| 2011 | El ingeniero                   | Periodista           | Diego Arzuaga                    | Protagonista      |
| 2012 | Cruz del sur                   |                      | David Sanz y Tony López          | Coprotagonista    |
| 2012 | La demora                      | Empleado del MIDES   | Rodrigo Plá                      | Elenco de reparto |
| 2012 | 3                              | Profesor de historia | Pablo Stoll                      | Elenco secundario |
| 2013 | Rincón de Darwin               | Gastón               | Diego Fernández                  | Protagonista      |
| 2019 | Alelí                          | Lalo                 | Leticia Jorge                    | Elenco secundario |
| 2021 | La teoría de los vidrios rotos | Fanzzini             | Diego Fernández                  | Elenco principal  |
| 2022 | En la mira                     | Dr. Basso            | Ricardo Hornos y Carlos Gil      | Elenco de reparto |

### Televisión
| Año           | Título                        | Rol                   | Canal              | Notas                      |
| ------------- | ----------------------------- | --------------------- | ------------------ | -------------------------- |
| 2003          | 8 por 8                       | Actor                 | Canal 4            | Serie de unitarios         |
| 2004          | Uruguayos campeones           | Actor coprotagonista  | Canal 4            | Serie                      |
| 2005          | Conflictos en red             | Actor                 | Telefe             | Serie de unitarios         |
| 2005-2006     | Planta baja                   | Humorista y guionista | Teledoce           | Varios personajes          |
| 2009-2010     | Montevideo Tevé               | Conductor             | TV Ciudad          | Periodístico de actualidad |
| 2013-2014     | Camaleones                    | Coconductor           | Canal 10           |                            |
| 2016-2019     | Después vemos                 | Coconductor           | TV Ciudad          | Talk-show                  |
| 2019          | Copa Libertadores Femenina    | Relator               | Vera+              | Transmisión especial       |
| 2019          | Copa Mundial de Fútbol Sub-17 | Relator               | Vera+              | Transmisión especial       |
| 2019          | Copa Sudamericana             | Relator               | Vera+              | Transmisión especial       |
| 2019          | Elecciones por TV Ciudad      | Coconductor           | TV Ciudad          | Transmisión especial       |
| 2020          | Informe capital               | Movilero              | TV Ciudad          | Informes en vivo           |
| 2021-2022     | Mirá Montevideo               | Coconductor           | TV Ciudad          | Revista diaria             |
| 2021-2022     | Iosi, el espía arrepentido    | Oscar                 | Amazon Prime Video | Elenco de reparto          |
| 2022-presente | La letra chica                | Coconductor           | TV Ciudad          | Periodístico               |

### Radio
| Año           | Título                | Rol                                        | Radio                        | Notas                                     |
| ------------- | --------------------- | ------------------------------------------ | ---------------------------- | ----------------------------------------- |
| 1993-1995     | Noches de radio       | Director, productor y conductor            | Radio Litoral de Fray Bentos | Revista semanal                           |
| 1994          | Elecciones Nacionales | Informativista                             | Radio Litoral de Fray Bentos | Transmisión especial                      |
| 1996-1997     | La rueda de Záccara   | Coconductor                                | Radio Sarandí Sport          | Productor de la columna Letra y partitura |
| 1998          | En construcción       | Coconductor y productor                    | El Espectador                | Revista nocturna                          |
| 1999          | Elecciones Nacionales | Movilero                                   | Setiembre FM                 | Transmisión especial                      |
| 2002-2010     | Mateína               | Conductor, productor, director y guionista | La Catorce 10                | Periodístico cultural                     |
| 2009          | Elecciones Nacionales | Periodista                                 | La Catorce 10                | Transmisión especial                      |
| 2011-2015     | Cría cuervos          | Coconductor y humorista                    | CX 30 Radio Nacional         | Humorístico                               |
| 2014          | Elecciones Nacionales | Periodista                                 | CX 30 Radio Nacional         | Transmisión especial                      |
| 2015          | Yo te lo dije         | Coconductor                                | CX 30 Radio Nacional         | Programa diario                           |
| 2020-presente | 13a0                  | Relator                                    | Del Sol FM                   | Transmisiones de fútbol                   |

### Teatro
| Año       | Título                     | Personaje                  | Dirección                      |
| --------- | -------------------------- | -------------------------- | ------------------------------ |
| 2002      | Cara de fuego              | Paulo                      | Alfredo Goldstein              |
| 2003      | Taurus                     | Teo                        | Gabriel Calderón               |
| 2003-2004 | Hamlet García              | Padre                      | Alfredo Goldstein              |
| 2005      | Atlántida y el dorado      | Juan Carlos Otatti         | Alberto Rivero                 |
| 2011      | Un enemigo del pueblo      | Capitán Horster            | Fernando Gallego y Arles Galli |
| 2013      | Polvo de estrellas         | Pololo, Platón y Descartes | Jorge Esmoris                  |
| 2014      | Un enemigo del pueblo      | Hovstad                    | José María Novo                |
| 2015      | Liberaij, Apartamento 9    | Verdún                     | José María Novo                |
| 2018      | Tu cuna fue un conventillo | Gallego                    | José María Novo                |
| 2021      | Recuerdos de Niza          | Ferrón                     | Jorge Esmoris                  |
| 2024      | Votemos                    |                            | Adriana Da Silva               |